# Casa-torre dels Calderón de la Barca
La casa-torre dels Calderón de la Barca o casa-torre de Viveda, està situada en Viveda, al municipi de Santillana del Mar (Cantàbria, Espanya). Està composta per una torre fortificada medieval del segle xii, ampliada al segle xv, i un palau muntanyès del segle xvii, construïda per la família Calderón d'Oreña, que va canviar allí el seu cognom pel de Calderón de la Barca.
Va ser declarada monument històric artístic en 1982, passant a ser bé d'interès local (BIC) declarat en 2002.

## Història
En origen, la torre va ser anomenada Villanueva de Viveda, jurisdicció de la família noble, en contraposició al Lugar de Viveda, o de Bibeda, jurisdicció de l'abadia de Santa Juliana. Les característiques de la torre i la finca estan ben documentades des del segle xvi, en què apareix descrita en l'expedient Calatrava.
Felipe de la Gándara explica d'aquesta manera el naixement del cognom Calderón de la Barca:
Els Calderón cobraven un peatge per utilitzar una barca per al transport de persones i mercaderies d'un costat a l'altre del riu Saja; actualment aquest fet es recorda en el nom del barri de La Barca, situat a uns quants metres sota els peus del conjunt.
També enumera els atributs de la propietat, de la qual diu que ja comença a enrunar-se:

## Arquitectura

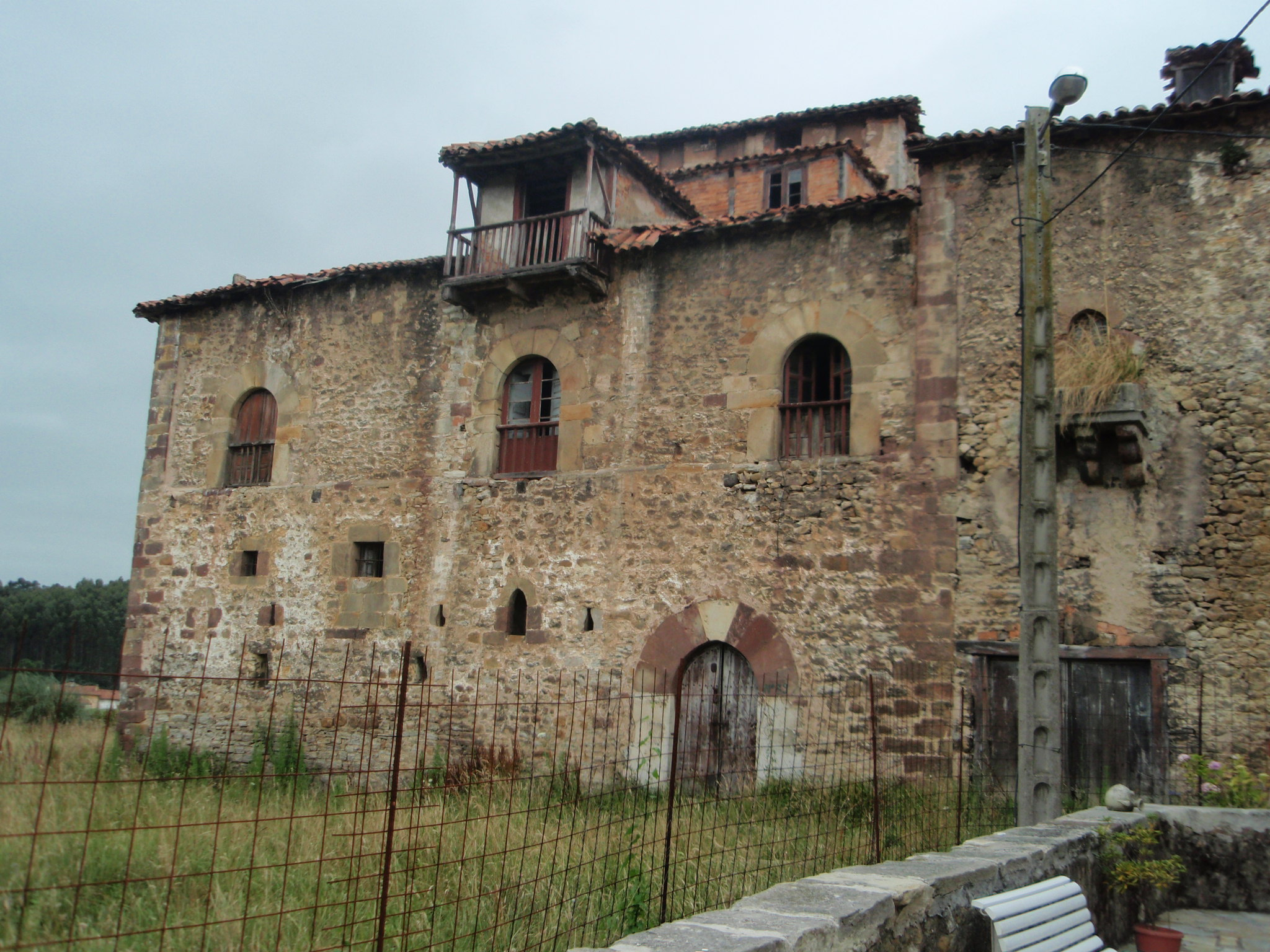
Façana del primer cos del palau. Darrere es distingeixen els merlets de la torre

El conjunt es compon d'una torre inicial, construïda per a defensar el pas d'una barca entre Viveda i Barreda, posteriorment ampliada, i a la qual es van afegir sengles palaus, un al segle xvi amb petits buits amb funció encara defensiva, i un altre barroc muntanyenc fet de pedra i fusta. Compta també amb una capella advocada a Maria Magdalena. No queda res del fossat descrit en els expedients històrics. Antigament la torre posseïa un recinte en el seu entorn delimitat per fites que va guanyar en plet al concejo de Viveda en 1559, dins el qual hi havia una sèrie de cases ja enrunades quan Felipe de la Gándara escriu la seva crónica.
La torre té quatre altures, de les quals el primer nivell és cec, amb merlets, diversos dels quals han estat tapiats, col·locant-se sobre la terrassa una teulada a quatre aigües de teula àrab. A un dels seus costats es va edificar el palau en dos cossos successius; el primer davant de la torre, i el segon al costat d'ella. El mur destacat entre els dos cossos, ara mitger, assenyala les dues etapes del palau.
El primer cos (segle xvi) destaca perquè el seu primer nivell està cobert de petites finestres i espitlleres, de funció defensiva, mentre que el segon cos (segle xvii) ja té una finestra àmplia en la seva planta baixa.
A l'segon cos s'adossa, en una sola planta a dues altures, una capella allargada, il·luminada parcament per dues espitlleres situades al capdamunt de l'alçat i una finestreta. Sobre la seva porta hi ha un petit escut dels Calderón de la Barca.
Tot i que la torre va ser construïda a finals del segle xii o durant el segle xii, va ser molt reformada posteriorment, i és una de les abundants torres medievals de les valls dels rius Saja i del Nansa, les reformes del segle xv i segle xv la van convertir en una casa forta, transició entre la torre medieval i la casona muntanyesa.
Actualment la propietat està en runes i té projecte de rehabilitació.

## La família Calderón de la Barca
La família Calderón, que aquí va ampliar el seu cognom amb «de la Barca», celebrava mercats i festes preparades pels vilatans del Lugar de Bibeda (actual Viveda).
El port de la seva torre, llavors molt millor defensada, i la importància de les seves propietats, els van portar a competir amb la propera abadia de Santa Juliana (en Santillana), que era un lloc d'importància i capital d'Astúries de Santillana, divisió territorial a la qual pertanyia la torre. També van entaular conflicte amb els senyors de la Vega, relacionats amb la Casa de Mendoza i després amb els ducs de El Infantado, que impulsarien la creació de la ciutat de Torrelavega. De la Gándara explica que per una carta de 1497, els Reis Catòlics van demanar als Calderón de la Barca que deixessin de molestar als abats, que la família no pagava els drets de sepultura i que havien privatitzat la capella major de l'església des de 1467. És així que a la família li interessava tenir una fortificació on refugiar-se.
Emilia Pardo Bazán transcriu la tradició, avalada per estar la torre al ramal més antic conegut del Camí de Sant Jaume, i on va passar la nit Sant Francesc d'Assís en 1214.